# جون مود
جون مود (بالإنجليزية: John Maude)‏ هو قاضي ومحامي وسياسي بريطاني (وحمل سابقاً جنسية المملكة المتحدة لبريطانيا العظمى وأيرلندا)، ولد في 3 أبريل 1901، وتوفي في 16 أغسطس 1986. حزبياً، نشط في حزب المحافظين. في الانتخابات العامة في المملكة المتحدة 1945 ‏، انتخب عضو برلمان المملكة المتحدة الـ38 عن دائرة إكسيتر (5 يوليو 1945 – 3 فبراير 1950) وفي الانتخابات العامة في المملكة المتحدة 1950 ‏، انتخب عضو برلمان المملكة المتحدة الـ39 عن دائرة إكسيتر (23 فبراير 1950 – 5 أكتوبر 1951).